# Vem Pra Rua
Le Vem Pra Rua (en Français : Viens dans la rue) est un mouvement politique et social brésilien fondé en octobre 2014. Le mouvement émerge en réaction à la crise économique brésilienne de 2014, survenue sous la présidence de Dilma Rousseff, afin de fédérer la population face à la corruption politique au Brésil.

## L'avènement du mouvement
En avril 2015, la possible destitution de Dilma Rousseff secoue le Brésil. Le mouvement Vem Pra Rua émerge en réaction à celle-ci, parmi ses détracteurs. Leur action dans la procédure participe à leur médiatisation et leur expansion à l'échelle nationale.
En 2015 et 2016, Vem Pra Rua et d'autres mouvements de la société civile ont organisé des manifestations dans tout le Brésil contre la corruption, le Parti des travailleurs (Brésil) et le gouvernement de Dilma Rousseff.
La manifestation du 15 mars 2015 a été considérée comme la plus grande mobilisation populaire du pays depuis le début de la Nouvelle République,. Le 13 mars 2016, les manifestations ont dépassé le nombre précédent, avec 6,7 millions de personnes dans les rues de tous les États du pays et du District fédéral de Brasilia, selon les organisateurs. La police militaire a affirmé que 3,3 millions de personnes étaient présentes. On parle alors de la plus grande manifestation de l'histoire du pays,,.
Les manifestations du 13 mars se sont poursuivies spontanément entre le 16 et le 22 mars,,,,,. Les manifestations reprènent le 17 mars, en réaction à la nomination par Roussef de Lula da Silva au ministère de la Casa Civil (pt), dans les 27 États du Brésil dont São Paulo, Rio de Janeiro et Brasilia.
Une casserolade a été organisée pour perturber son investiture au Palácio do Planalto, qui a ensuite été suspendue par les tribunaux,,.
En 2016, le mouvement a créé un outil sur son site Web, appelé "Carte de la destitution", pour faciliter le contact entre les citoyens pro-destitution et des députés fédéraux. Aussi, il permet la consultation d'une liste répertoriant la position de chaque député sur la destitution.
En 2019, le mouvement crée un outil similaire, la "carte de la deuxième instance" qui liste la position de chaque parlemntaire par rapport au PEC, une proposition de loi permettant aux personnes condamnées en seconde instance de commencer immédiatement l'éxecution de leur peine.

## Positions
Le mouvement est né durant la procédure de destitution de Dilma Rousseff, en faveur de laquelle il militait. Après cette affaire, le mouvement subsiste dans un combat général contre la corruption au Brésil, le militarisme d'État, le séparatisme et l'autoritarisme. Il devient ainsi un étendard de la lutte contre la corruption nationale.
Durant la pandémie de COVID-19 au Brésil, l'organisation a fait pression sur les parlementaires en vue de l'utilisation des fonds électoraux dans la lutte contre le virus dans le pays,.

## Controverses

### Financement
Des critiques furent émises à plusieurs reprises pour son manque de clarté sur la source de son financement, l'identité des donateurs et les montants des dons,. Le mouvement lui-même prétend provenir de dons volontaires et n'avoir aucun lien avec les partis politiques,.
La fondation est contrôlée par l'homme d'affaires Jorge Paulo Lemann, associé de la brasserie Ambev et de la chaîne de restauration rapide Burger King. L'équipe de la BBC Brasil a eu accès au site d'enregistrement vemprarua.org.br, URL officielle utilisée par le mouvement lors des élections, et a révélé que le domaine avait été acheté par la Foundation Studying. Fin 2014, le site Web a été supprimé et Vem Pra Rua a changé son adresse en ligne. Dans un communiqué, la Fundação Estudar s'est qualifiée de "non partisane" et a attribué l'affaire à une "initiative isolée" d'un ancien employé.

### Identité de ses membres
En décembre 2014, dans une interview avec Estadão, l'un des fondateurs, Rogério Checker, commente le fait que l'identité du cofondateur "Collin Butterfield" est gardée confidentielle, au motif que la personne ne veut pas s'exposer, parce qu'elle collabore avec des entreprises,.

### Non-partisanisme
Le mouvement déclare défendre la cause non partisane de la lutte contre la corruption et l'emprisonnement de personnes corrompues, quel que soit le parti. Il soutient notamment le Lava Jato dans ses actions,,,,,. Avant la destitution, les actions du groupe visaient le Parti des travailleurs et le gouvernement de Dilma Rousseff,. Après la destitution de Dilma Rousseff et l'investiture de Michel Temer, Vem Pra Rua a été critiqué pour sa réaction discrète aux diverses accusations de corruption visant les plus hauts niveaux du gouvernement provisoire. Le mouvement a affirmé, à l'époque, qu'il avait choisi de donner le "bénéfice du doute" au nouveau gouvernement, mais a soutenu le départ des ministres du gouvernement Temer impliqués dans Lava Jato.
Après l'entrée en fonction du gouvernement Bolsonaro en 2019, le mouvement a maintenu sa posture non partisane, soutenant Lava Jato et la lutte contre la corruption, en particulier après le mea culpa du Tribunal suprême fédéral au sujet de l'arrestation en deuxième instance,, générant ainsi un revers dans la lutte contre la corruption et l'impunité dans le pays,

### Membre politique
En mars 2015, une vidéo compromettante de 2013 a été publiée, mettant en scène Armando Fontoura, le leader de Vem Pra Rua dans l'État d'Espírito Santo. On l'aperçoit arriver sur son lieu de travail et repartir sans jamaisctravailler. Il était, au moment des faits, un employé du conseiller Luiz Emanuel (PSDB) au conseil municipal de Vitória, et a été exonéré après la révélation de la fraude. Au moment de la sortie de la vidéo, en plus d'être le chef du mouvement, il était également le secrétaire général du PSDB dans la ville. Ce fait a attiré l'attention du mouvement pour défendre le drapeau contre la corruption.

### L'intimidation des agents publics
En mai 2015, une vidéo a été publiée dans laquelle le professeur de droit Henrique Quintanilha, l'un des dirigeants de Vem Pra Rua à Bahia, intimide des agents de la circulation qui l'ont condamné à une amende pour s'être garé dans un espace réservé aux handicapés physiques et aux personnes âgées,. Dans la vidéo, Quintanilha utilise des cartes et des trafics d'influence avec le maire de Salvador ACM Neto pour intimider les agents afin d'annuler l'amende. Quintanilha est connu pour son militantisme à Vem Pra Rua et dans la lutte contre la corruption, ce qui a conduit à des critiques concernant sa position.

### Citation dans le "Vaza Jato"
Dans les archives de Vaza Jato, publiées par The Intercept, il est souligné que Deltan Dallagnol a utilisé des groupes politiques pour être l'un de ses porte-parole personnels. L'un de ceux mentionnés est le mouvement Vem Pra Rua.